# Nok (culture)
Pour les articles homonymes, voir Nok.
Objets typiques
Têtes en terre cuite

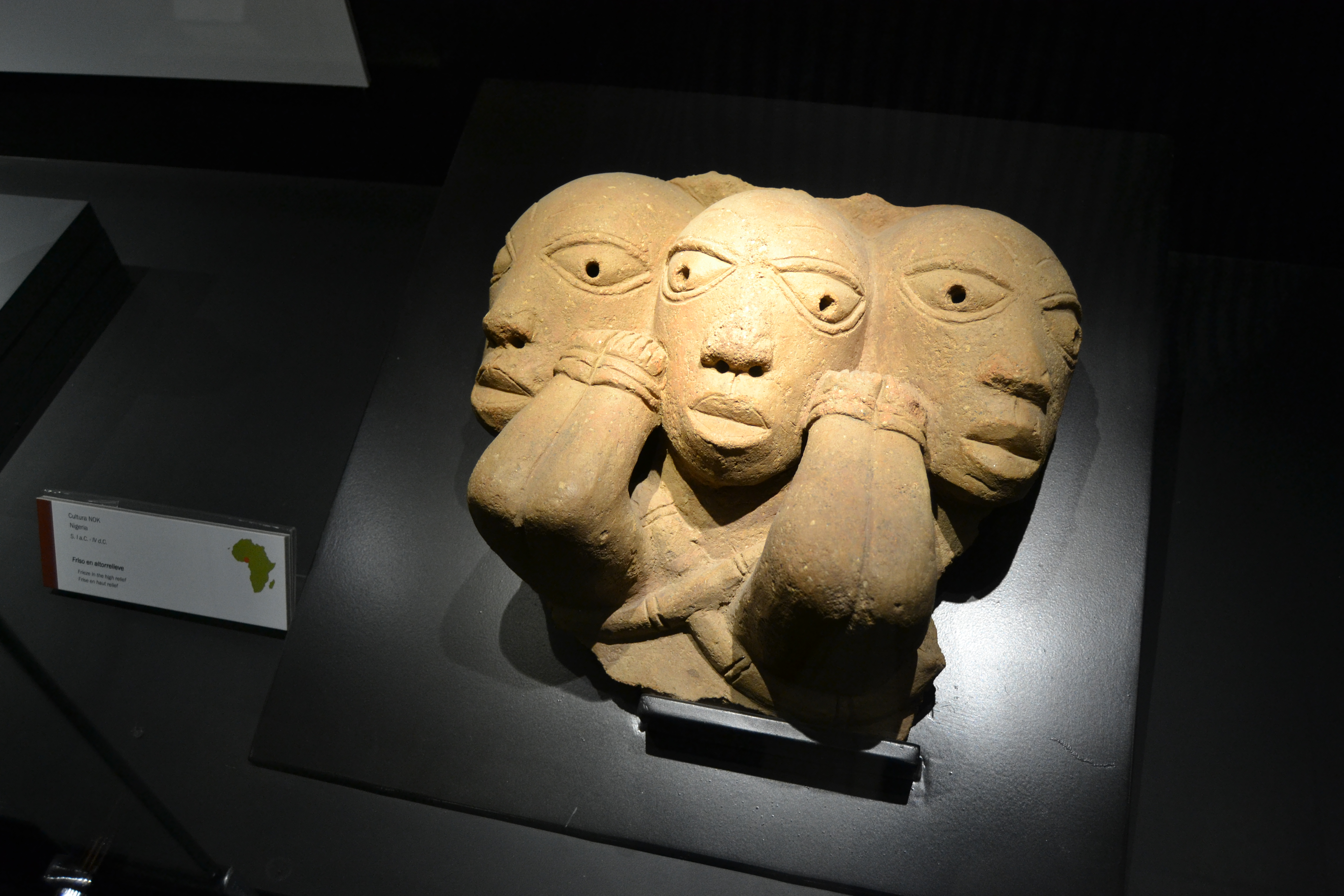
Sculpture Nok.

La culture Nok apparaît dans le centre du Nigeria vers 1500 av. J.-C. et disparaît dans des circonstances inconnues au tournant de notre ère. C'est une population de cultivateurs (mil à chandelle et haricot) et de cueilleurs de plantes sauvages (dont le Canarium schweinfurthii). Elle entre dans l'âge du fer entre -800 et -400. Elle porte le nom du village de Nok, situé à Ham dans l'actuel État de Kaduna, au Nigeria, où ses célèbres sculptures en terre cuite ont été découvertes en 1928. Elle constitue la première culture agricole sur les marges de la forêt vierge de l'Ouest africain. Elle est proche de la première culture agricole du nord-est du Nigeria, la culture de Gajiganna, qui a duré de 1800 à 500 environ.
L'utilisation du fer dans la fonte et la forge d'outils apparaît dans la culture Nok entre -800 et -400, sans que l'on puisse, en 2017, être plus précis. Les données de la linguistique historique suggèrent, quant à elles, que la fonte du fer a été découverte dans la région avant 1000 av. J.-C.. Des travaux scientifiques sur le terrain ont débuté en 2005 pour étudier systématiquement les sites archéologiques et mieux comprendre les sculptures en terre cuite dans leur contexte archéologique de l'âge du fer et antérieur.
La culture Nok atteint son développement maximal entre -900 et 40. La technologie du fer est connue entre -800 et -400, celle de la céramique est pratiquée depuis 1500 av. J.-C. Elle est considérée comme la plus ancienne productrice de sculptures en terre cuite de grande taille en Afrique. La taille maximale approche 1,20 m dans le cas de sculptures « complètes », dont les recherches scientifiques prouvent qu'il s'agit soit de sculptures reconstituées, car elles ont toutes été brisées et trouvées incomplètes sur le lieu d'une sépulture, soit de faux.
On trouve des sculptures représentant des cavaliers à cheval, ce qui indique que la culture de Nok connaissait cet animal, peut-être arrivé d'Afrique du Nord.

## Historique
La culture de Nok fut découverte par les Européens en 1928, sur le plateau de Jos, à l'occasion de travaux pour une mine d'étain située en terrain alluvial. Le lieutenant-colonel John Dent-Young, un Anglais, conduisait les opérations minières dans le village nigérian de Nok lorsqu'un des mineurs trouva, à 7 mètres sous le niveau du sol, une tête de singe réalisée en terre cuite. D'autres trouvèrent des têtes humaines ainsi qu'un pied, toujours dans le même matériau. Le colonel, un peu plus tard, déposa ces objets dans un musée de Jos. En 1932, un groupe de onze statues en parfait état fut découvert près de la ville de Sokoto. D'autres statues, provenant de Katsina Ala, furent ensuite mises au jour. Quoiqu'elles soient très similaires à celles de Nok, la relation entre les deux sites n’est pas encore clairement établie.
Encore plus tard, en 1943, près du village de Nok, une nouvelle série de figurines fut découverte par accident à l'occasion d'opérations minières. Un ouvrier avait trouvé une tête humaine en terre cuite qu'il avait ramenée chez lui afin qu'elle serve d'épouvantail dans son champ d'ignames. Elle tint ce rôle pendant un an. Elle finit par attirer l’attention du directeur, qui l'acheta. Il apporta la tête à Jos et la montra à l'administrateur civil stagiaire Bernard Fagg (en), qui en comprit immédiatement l'importance. Il demanda à tous les mineurs de l'informer de leurs découvertes et fut ainsi en mesure d'accumuler plus de cent cinquante pièces. Après cela, Bernard et Angela Fagg ordonnèrent des fouilles systématiques qui révélèrent des trouvailles dispersées dans une zone beaucoup plus grande que le site originel. En 1977, le nombre de terres cuites découvertes se montait à cent cinquante-trois, principalement issues de dépôts secondaires : les statuettes avaient été charriées par les inondations et retrouvées dans les lits asséchés des rivières de savane au nord et au centre du Nigeria, dans la partie sud du plateau de Jos. Les terres cuites avaient donc été exposées à l'érosion et dispersées à diverses profondeurs, ce qui rend difficile leur classement et leur datation.
Deux sites archéologiques, Samun Dukiya et Taruga, furent découverts, contenant des pièces qui étaient restées en place. Les datations au radiocarbone et par thermoluminescence donnèrent des âges entre 2 000 et 2 500 ans AP (env. 800 av. J.-C.). Beaucoup d'autres dates ont été obtenues depuis, grâce à de nouvelles fouilles, permettant de faire remonter les débuts de la culture Nok encore plus loin dans le temps.
Du fait de la similarité entre les sites, l'archéologue Graham Connah a cru pouvoir affirmer que « les œuvres de Nok forment un style qui a été adopté par une large palette de sociétés agricoles, utilisatrices du fer, représentant des cultures variées, plutôt que d'être le marqueur d'un groupe humain particulier comme cela a été souvent affirmé ».
Devenu archéologue, Bernard Fagg, quant à lui, dans ses études concernant la culture de Nok, identifia cette dernière avec les groupes humains du centre du Nigeria, notamment ceux appartenant au groupe ethnique Ham (Jaba), résidant essentiellement au sud de l'État de Kaduna. Fagg fondait sa démonstration sur la similarité entre les pratiques culturelles modernes de ces peuples et les personnages représentés dans l'art Nok.
L'aire de la culture Nok s'étendait du Nord au Sud sur environ 272 kilomètres et d'Est en Ouest sur 240 kilomètres. Une vingtaine de sites ont révélé des vestiges.

## Sculptures: art et archéologie
Les recherches archéologiques publiées en 2017 par Peter Breunig concernent la zone centrale, la plus exploitée par des fouilles sauvages, qui a été totalement pillée. On y trouve une très grande densité des sites, plusieurs centaines, environ un site au km2. Chaque site, faisant environ 100 mètres de diamètre, est à l'échelle d'une unité familiale. Cette extrême densité pourrait résulter du déplacement régulier des habitants en fonction de l'épuisement périodique des ressources locales.

### Premiers constats
Les terres cuites sont creuses, fabriquées selon la technique du colombin. Les têtes sont proches de la taille de l'échelle humaine. Les corps sont représentés de manière stylisée, à une échelle inférieure, ornés de nombreux bijoux et dans différentes postures.
Margaret Young-Sanchez, du Cleveland Museum of Art, explique que la plupart des céramiques Nok ont été façonnées à la main en utilisant de l'argile à grain grossier et en utilisant un type de sculpture consistant à ôter de la matière, à la manière de la sculpture sur bois. Après séchage, les sculptures étaient recouverte d'une patine et polies afin d'obtenir une surface lisse et brillante. Les objets sont creux, avec plusieurs ouvertures qui facilitent le séchage et la cuisson. Le processus de cuisson ressemblait à celui qui est actuellement utilisé au Nigeria, dans lequel les pièces à cuire sont recouvertes d'herbe, de brindilles et de feuilles et mises à chauffer durant plusieurs heures.

### Archéologie 2005-2017
La campagne de fouille archéologique de 2005 - 2017 s'est limitée aux sites de fouille sauvage, laquelle semble n'avoir oublié aucun site possible,,.
Les datations obtenues en laboratoire et les études de terrain jointes aux différences stylistiques locales et temporelles ont permis d'effectuer une périodisation de la culture de Nok : 
- Nok ancien : 1500-1000 AEC, poterie à décor couvrant, décor au peigne, site de Puntun Dutse ;
- Nok moyen : 1000-500 AEC, poterie à bandeau de 5 cm de large, décor au trait, sites de Ido, Ifana, Pangwari et Tsaunim Gurara ;
- Nok récent : 700-200 AEC, le décor est bien moins composé selon des règles strictes, puis la poterie disparait, sites de Pandauke et Ungwar Kura.

La céramique figurative couvre la période -900-début de notre ère. L'exploitation du fer couvre la période -800/-400-début de notre ère. 
La majeure partie des terres cuites se retrouve sous la forme de fragments épars. C'est pourquoi l'art Nok est essentiellement connu pour ses têtes, d'hommes et de femmes, dont les coiffures sont particulièrement détaillées et raffinées. Certaines statues sont brisées et érodées car elles ont été trouvées dans des boues alluviales sur des terrains façonnés par l'érosion de l’eau, dont les mines d'étain des premières découvertes sur le territoire du petit village de Nok, au milieu du XXe siècle. Les statues qui s'y trouvaient alors avaient été roulées, usées et brisées. Par ailleurs, presque toutes les sculptures actuellement dans les musées et les collections privées proviennent de fouilles sauvages, réalisées par les habitants actuels et qui alimentent le marché de l'art. 
Sur les sites archéologiques ouverts depuis 2005, des fouilles méthodiques ont pu montrer que des fragments de pots en terre cuite et d'objets en pierre taillée jonchent partout le sol des sites, en particulier dans des fosses. Ces fosses auraient pu contenir la terre ayant servi au torchis utilisé pour l'habitat. On y trouve aussi les déchets ménagers et, souvent, des fragments de sculptures. Les sculptures, celles qui sont « presque entières », sont toujours trouvées brisées, en d'autres lieux, mêlées à des pierres, enfouies ou plutôt « enterrées » en tas. Ces tas sont disposés à égale distance les uns des autres. On rencontre ces sculptures, habituellement plusieurs ensembles, et il est remarquable qu'il manque toujours un élément de sculpture après reconstitution. Elles sont associées, à proximité, à des sépultures. Sur les sites de Ido et Kurmin Uwa et dans les dépôts de sculptures à Ifana et Utak Kamuan Garaje Kagoro les sculptures et les sépultures étaient séparées en raison de la nature des premières fouilles, localisées sur une petite surface chaque fois. Une seconde fouille réalisée à Ido et Ifana a bien confirmé celle de Pangwari et il semble qu'elles aient été brisées, avec un prélèvement systématique, probablement lors d'un rituel. Il a été difficile d'identifier les sépultures en raison de l'acidité des sols qui font disparaitre tout ossement. Mais la découverte d'un collier de perles (en pierre polie) avec des groupes de pierres, dont des meules, placées verticalement et en cercle, et de petites poteries déposées à cet emplacement ont servi d'indices. Les sépultures sont séparées, plus profondément enterrées mais proches des dépôts de sculptures brisées, entassées, et disposées dans la proximité d'un village. Les restes d'habitat ont quasiment totalement disparu car il s'agirait de structures en torchis sur clayonnage, très fragiles. Un site de montagne, à Puntun Dutse, et datant du Nok initial, comportait un cercle de pierres qui a été interprété comme la trace d'une tente. Mais les sites d'habitat habituels de « Nok moyen » ont été, apparemment, tous lessivés et dispersés par plus de 2 000 ans d'intempéries.

#### Société
La poterie montre des composants fondamentalement différents d'un site à l'autre, ce qui tend à prouver que chaque famille savait produire ses propres pots avec des matières premières locales. Au contraire, la matière première des sculptures est toujours la même, donc chaque famille connaissait la terre qui convenait aux sculptures, et savait retrouver le lieu d'où on l'extrayait, chaque fois que nécessaire.
Les populations Nok ont très souvent déplacé leurs tout petits villages, correspondant à une famille, après, semble-t-il, épuisement des ressources locales. Le site de Pangwari, exceptionnellement non détruit par une fouille sauvage, a permis de constater qu'il a été abandonné plusieurs fois dès la phase initiale de la culture Nok, en particulier au XIVe siècle avant notre ère. Le site a été réinvesti au cours de la phase « moyenne », qui apporte le plus grand nombre de témoins d'occupation.
Une sculpture de la période « Nok moyen » présente un homme qui porte un coquillage sur sa tête en guise d'ornement. Le coquillage ayant été représenté précisément, il témoigne de relations entre ce site et la côte, à 500 km de là. Des animaux sont parfois figurés, en général associés à des figures humaines : lézard, serpent, crocodile, singe, animal à cornes et quadrupède non identifiable. L'animal domestiqué n'apparait pas de manière évidente.
De rares fragments de reliefs, trouvés isolés et présentant des scènes de la vie quotidienne, deux hommes dans un canot, un joueur de tambour, pourraient avoir fait partie de poteries, et dans ce cas sans lien avec les rituels funéraires. Par contraste, les sculptures les plus communes figurent des personnages, tous différents, en particulier par les éléments de parure, dont certains dans la pose du « philosophe », et dans des poses sans relation avec la vie de tous les jours, avec une « expression » qui peut paraître celle d'un défunt dont on conserverait ainsi le souvenir. On trouve aussi des groupes de figures disposées en cercle, au coude à coude.
Des différences stylistiques ont été constatées entre le centre de la culture Nok et la périphérie, comme sur le site de Kanzil (au Nord-est du centre, en bordure de l'ellipse tracée sur la carte archéologique). Cela établit que le style Kanzir fait partie de la culture Nok et que, du moins dans ses sculptures en terre cuite, la culture Nok montre des différences régionales. Ces différences pourraient s’être développées principalement aux confins de l’ancienne étendue de la culture Nok. Ceci est également suggéré par les styles Katsina et Sokoto plus au Nord, bien que ceux-ci n'aient pas encore été étudiés archéologiquement et ne soient connus que du marché de l'art.
La campagne de 2005-2017 a apporté plusieurs résultats essentiels. La culture Nok est apparue dans le centre du Nigeria vers 1500 av. J.-C. et a disparu au tournant de notre ère. C'est une population dont la subsistance repose en grande partie sur l'agriculture. On y cultive le mil à chandelle — pour la première fois, au Nigeria central — et le haricot), mais on y cueille aussi des plantes sauvages, dont le fruit du Canarium schweinfurthii, connu actuellement en terme haoussa comme l'atili et dont on extrait un genre de beurre. L'huile de palme a été aussi employée au cours de la phase terminale pour compéter ou remplacer l'atili. Par ailleurs, si rien ne permet actuellement de savoir si cette population pratiquait l'élevage, des études plus fines le permettront peut-être à l'avenir. Car si l'on ne trouve pas, dans les terres cuites, de représentation de bétail, rien ne dit qu'une telle sculpture n'était, tout simplement, pas convenable selon les conventions propres à cette culture. L'élevage n'est donc pas exclu par principe. Enfin, les très célèbres sculptures de la culture Nok sont bien des témoins de rituels funéraires complexes qui impliquaient leur fragmentation, ainsi que la séparation d'un élément détaché de l'ensemble et emporté hors de l'espace funéraire.
Il se pourrait que la culture Nok ait disparu en raison d'un appauvrissement des productions, après des millénaires d'exploitation ou en raison d'un changement brutal du climat auquel elle n'aurait pas pu s'adapter.

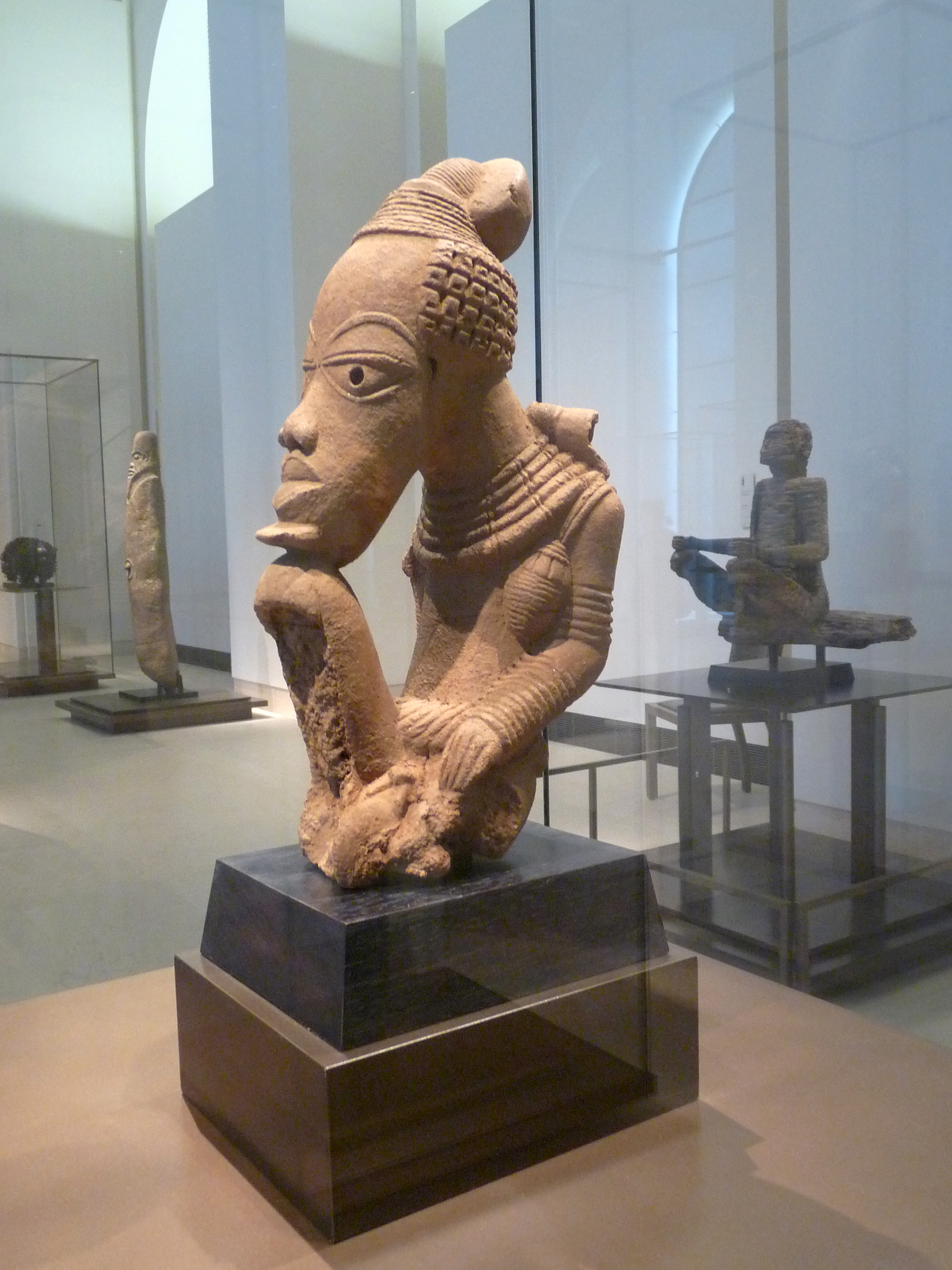
Sculpture Nok revendiquée par le Nigeria. Style de Katsina Ala. Terre cuite, H 38 cm Musée du quai Branly au Louvre, Pavillon des Sessions
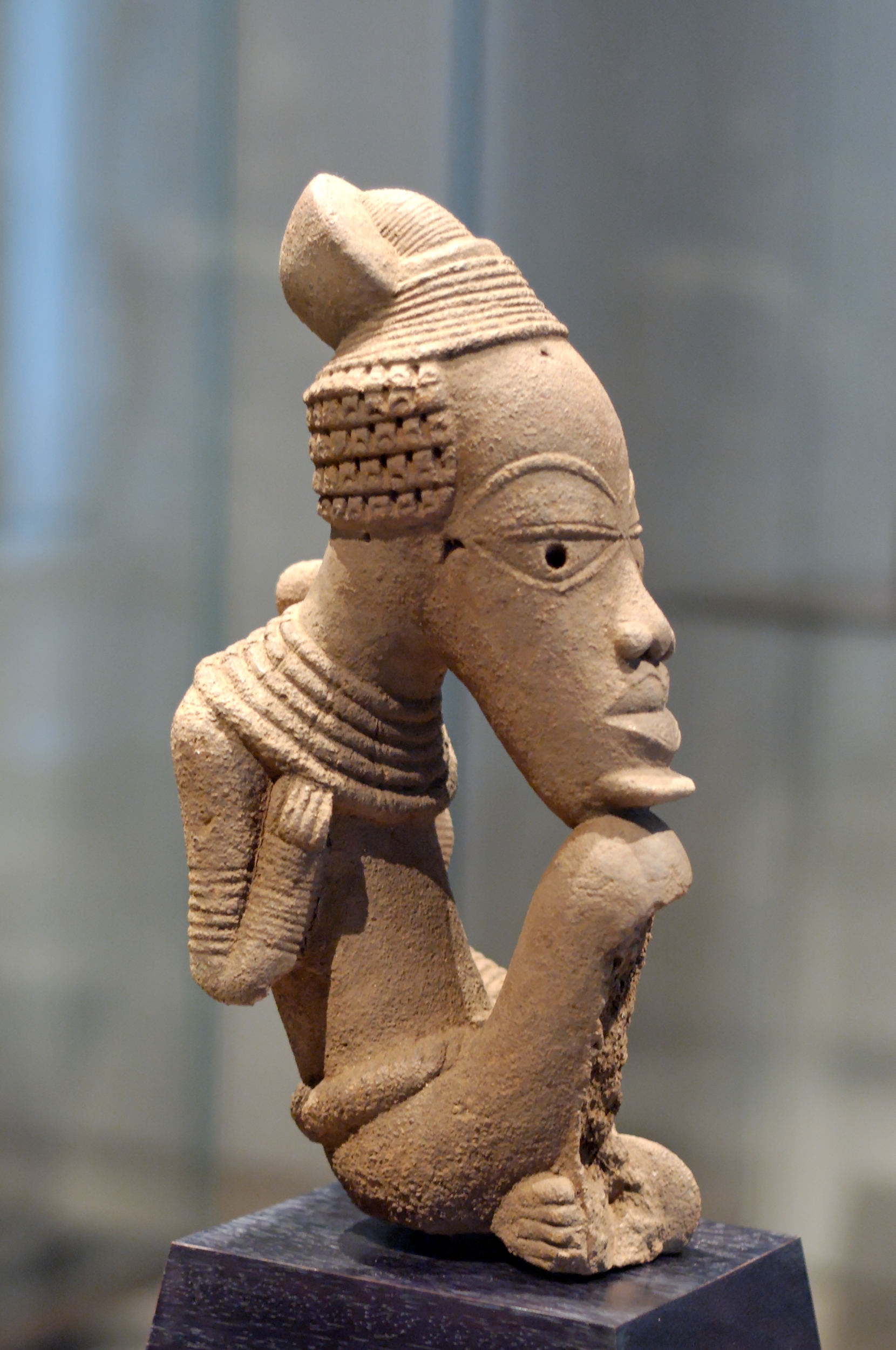
La même sculpture, de profil. H. 38 cm
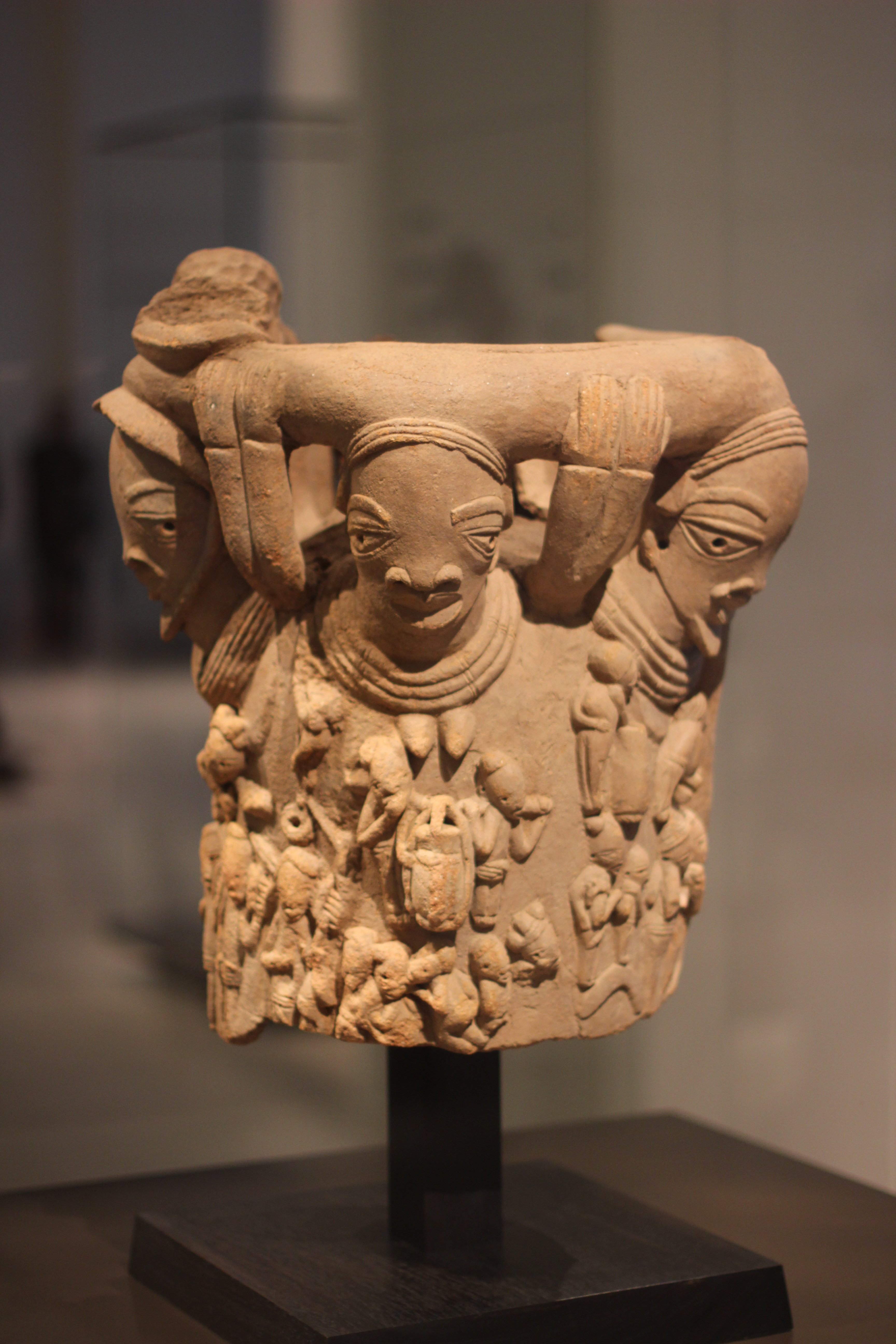
Sculpture en bas-relief Terre cuite, 54 x 50 x 50 cm Musée du quai Branly au Louvre, Pavillon des Sessions
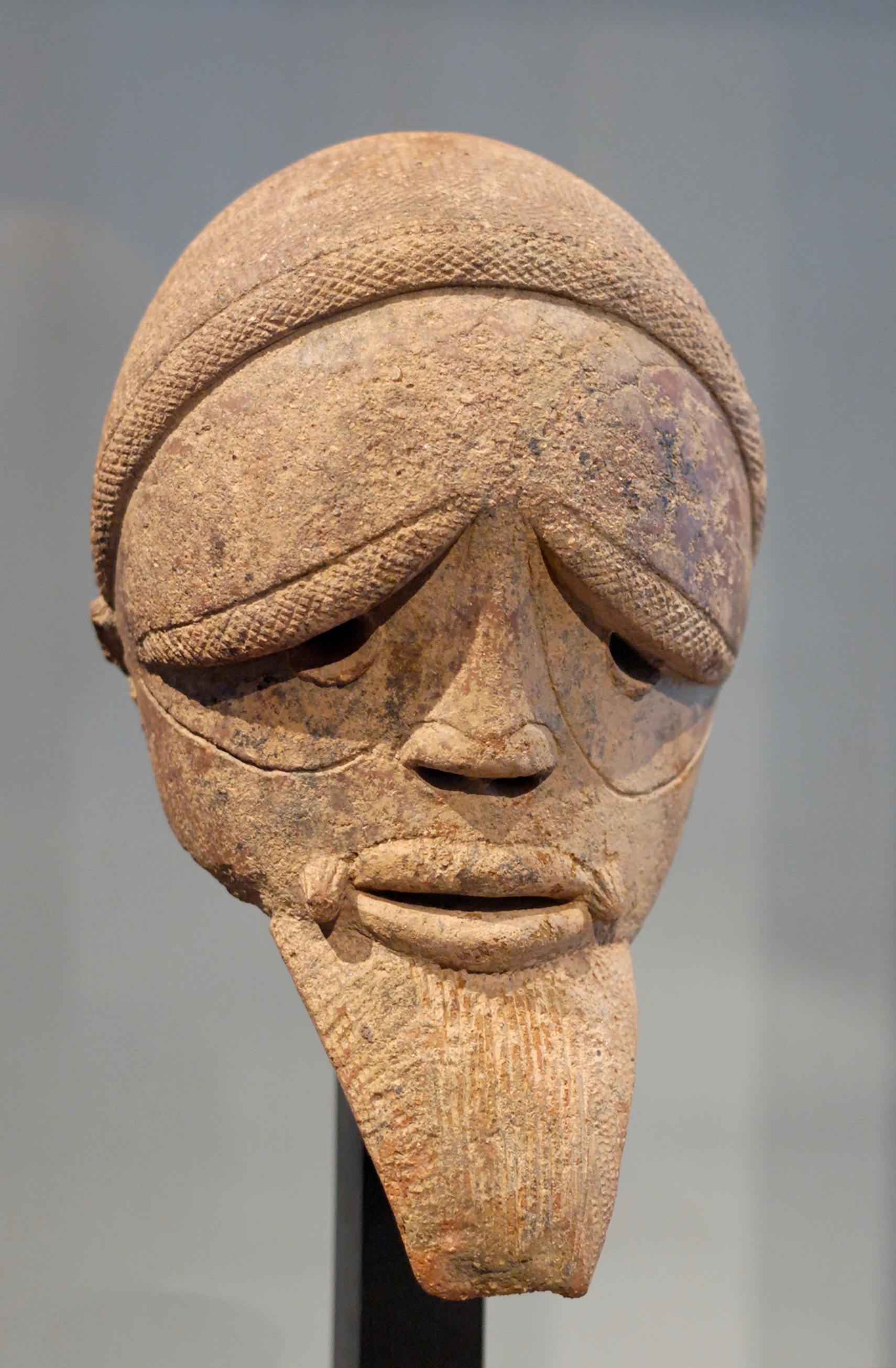
Tête masculine, Sokoto, 500 - 100 av. J.-C. (contemporain du Nok récent), Terre cuite, modelée, striée, H 33 cm. Pavillon des Sessions[30].

## Trafic illégal
Les sculptures Nok font l'objet d'un trafic illégal au moins depuis les années 1960, et figurent sur la « liste rouge des objets archéologiques africains » publiée par le Conseil international des musées en 2000 ; des faux sont également réalisés. Des sculptures ont été interceptées ces dernières années par les douanes françaises (2008) et américaines (2010) et restituées au Nigeria. 
En février 2013, le journal Daily Trust rapporte que le ministère du tourisme nigérian est entré en possession de cinq statuettes Nok, volées par un Français en août 2010. Les objets avaient été saisis par la douane française et ont été rapatriés selon les directives du gouvernement nigérian. Les experts estiment que ces sculptures sont vieilles de 2 700 à 3 400 ans.

## Cultures éventuellement associées
La culture Sokoto (ou de Kwatarkwashi), localisée au nord-ouest de Nok, est supposée être identique, ou contemporaine, ou être à l'origine de la culture Nok. 
Cette culture Sokoto, tout comme la culture Nok, est signalée par l'ICOM (Conseil international des musées) comme étant sur la liste rouge des biens culturels ouest-africains en péril.